# شیائومی می میکس ۲
شیائومی می میکس ۲ (انگلیسی: Xiaomi Mi MIX 2) یک فبلت اندرویدی است که توسط شیائومی ساخته شده‌است. اولین بار در سپتامبر ۲۰۱۷ در چین عرضه شد و بعداً در هند در رویدادی در دهلی در ۱۰ اکتبر ۲۰۱۷ راه معرفی شد این گوشی جانشین شیائومی می میکس است. بدنه سرامیکی این موبایل توسط فیلیپ استارک طراحی شده‌است. این گوشی دارای اندروید ۷٫۰ "نوقا" و MIUI 9 است. این گوشی به عنوان دنباله دستگاه می میکس معرفی شد.